# Pritchardia pacifica

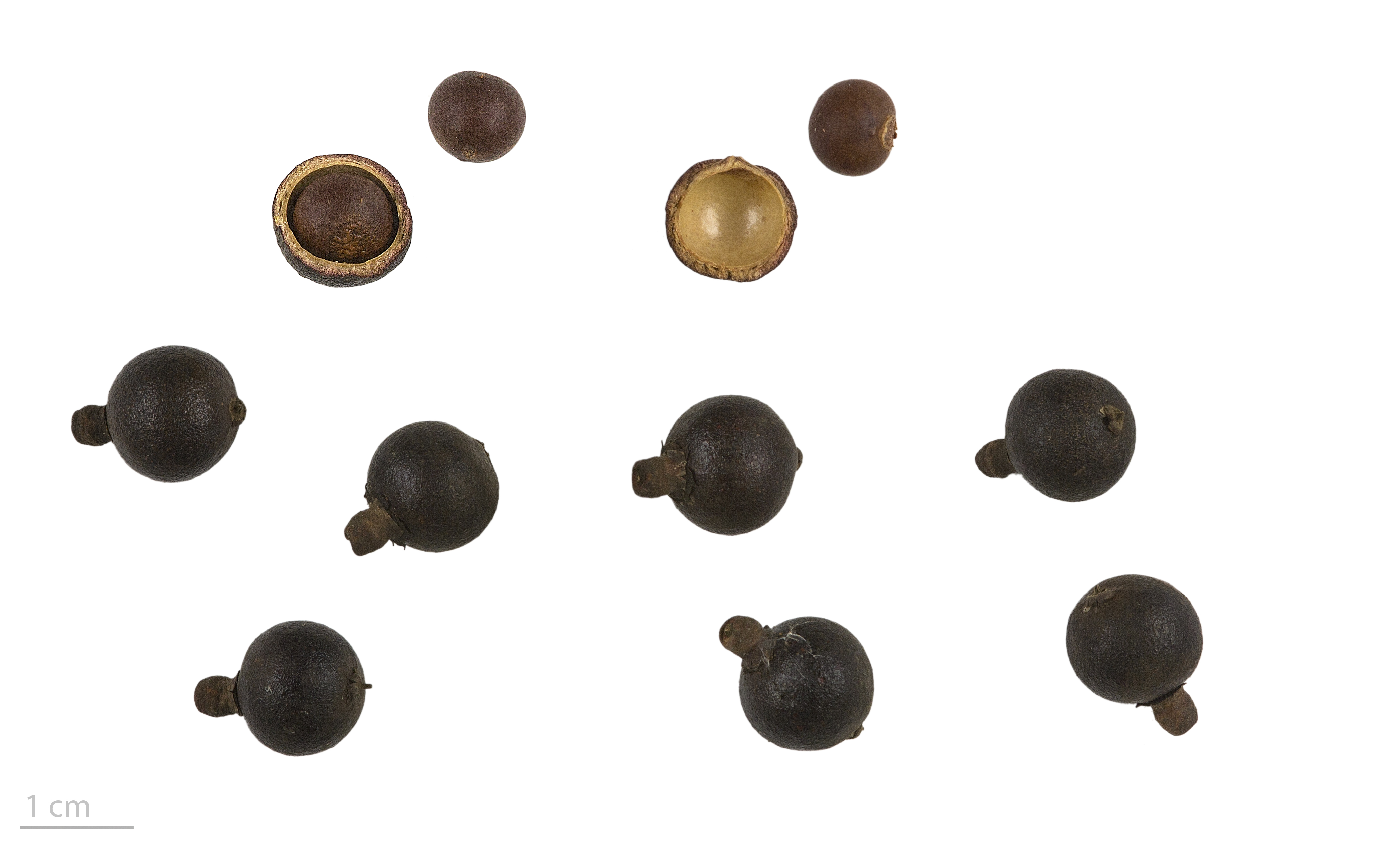
Pritchardia pacifica - MHNT

Pritchardia pacifica es una especie de palmera originaria de Tonga y que ahora se encuentra también en Fiyi y Samoa.

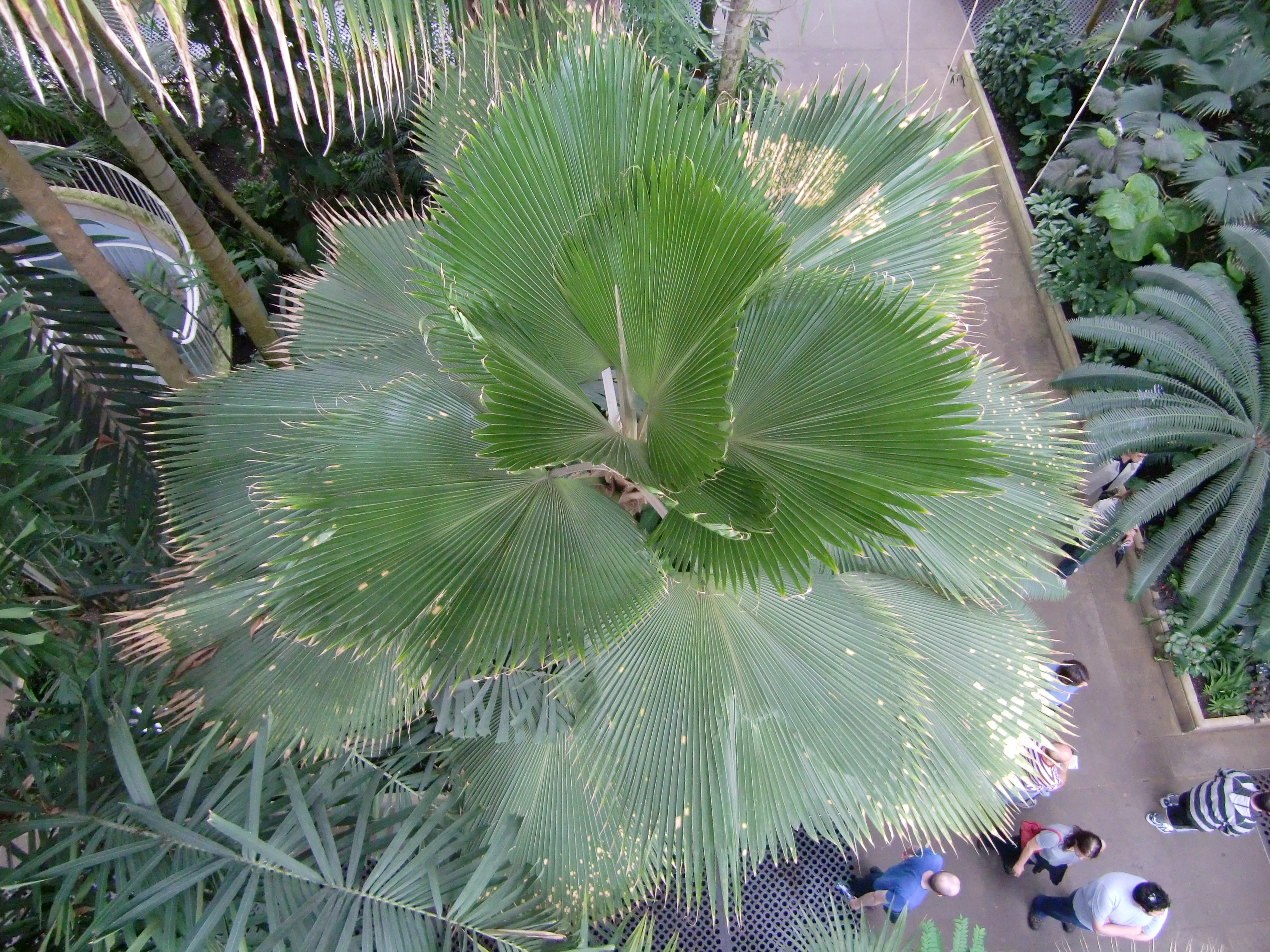
Detalle de las hojas

## Descripción
Es una palmera que alcanza un tamaño de 15 m de alto; con los márgenes proximales del pecíolo con sólo unas pocas fibras; el limbo ondulante, divididos a 1/4 o 1/3, un poco de glauco ceroso, con segmentos rígidos; las inflorescencias se compone de 1 -4 panículas más cortos que los pecíolos en flor y fruto, las panículas están ramificadas de dos órdenes, las frutas miden 11-12 mm diámetro y son globosas.

## Taxonomía
Pritchardia pacifica fue descrita por Seem. & H.Wendl. y publicado en Bonplandia 10(12–13): 197–199. 1862.
Etimología
Ver: Pritchardia
pacifica: epíteto geográfico que alude a su localización en el Océano Pacífico.
Sinonimia
- Eupritchardia pacifica (Seem. & H.Wendl.) Kuntze
- Pritchardia pacifica var. marquisensis F.Br.
- Pritchardia pacifica var. samoensis Becc.
- Styloma pacifica (Seem. & H.Wendl.) O.F.Cook
- Washingtonia pacifica (Seem. & H.Wendl.) Kuntze	[4][5]